# Болид (метеори)
Болид (грч. βολίς, βολίδος, џилит, пројектил) у астрономији означава врло сјајан метеор. Међународна астрономска унија дефинише болид као „метеор сјајнији од било које планете“. Преведено на језик магнитуда ова дефиниција значи да је болид онај метеор који је сјајнији од -4 магнитуде. Међународна метеорска организација даје прецизнију дефиницију по којој је „болид метеор који би у зениту био сјанији од -3 магнитуде“, чиме даје корекцију за смањење сјајности до кога долази у близини хоризонта (метеор који на 5° изнад хоризонта има сјајност -1 би у зениту био -6 магнитуде).